# バンクス半島

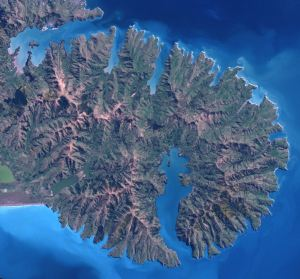
バンクス半島衛星写真

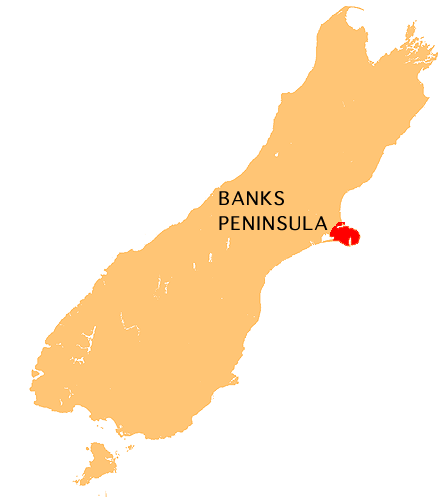
バンクス半島の位置

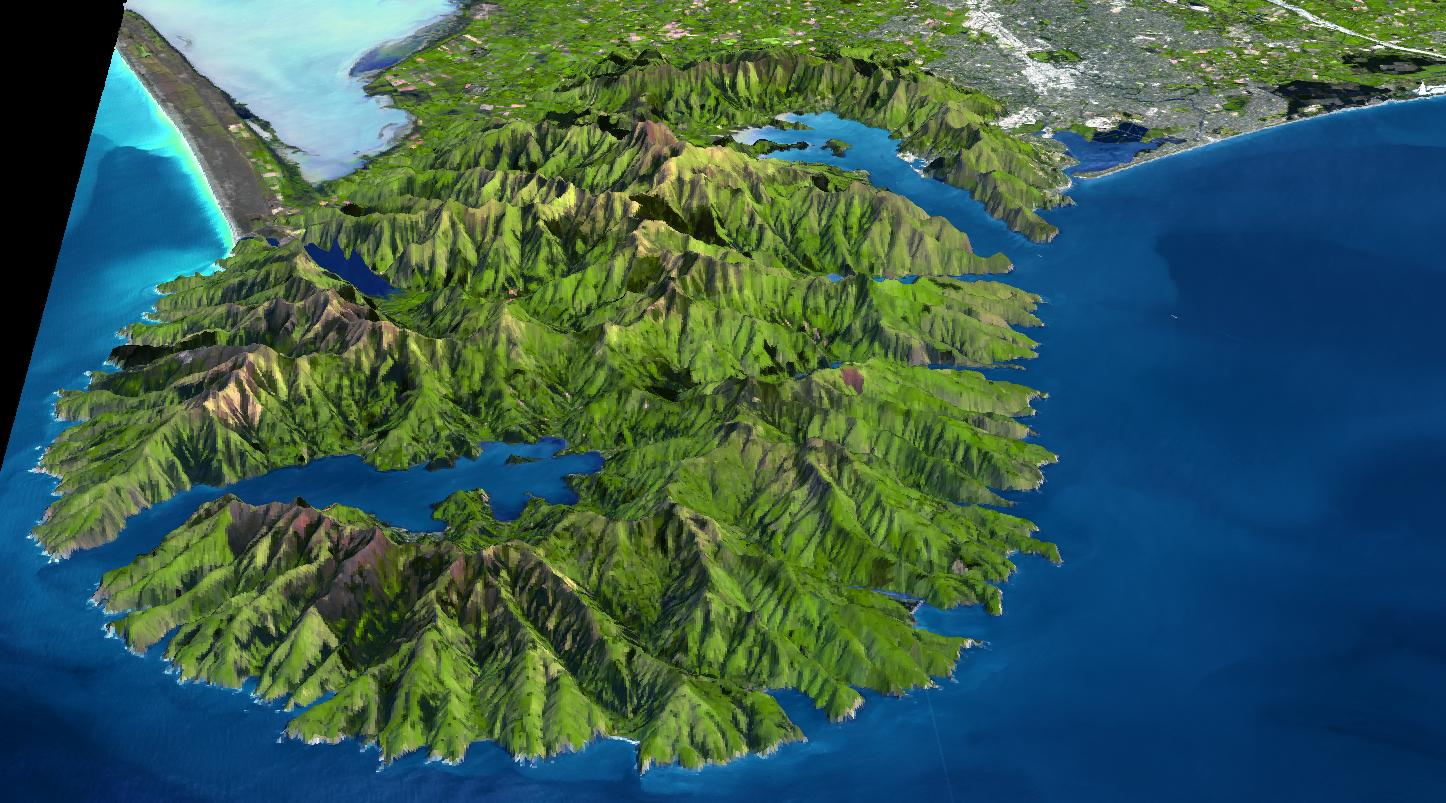
バンクス半島鳥瞰図

バンクス半島（英: Banks Peninsula）は、ニュージーランドの南島、クライストチャーチから南東に広がる半島である。半島の面積は約1,000平方キロメートル。
半島はリトルトン火山とアカロア火山の主に2つの複合楯状火山が浸食されてできたもので、これは南島で最も著名な火山地形である。ニュージーランドの南島でも有名な観光地、保養地であり、おしゃれな町が点在している。1830年代には捕鯨基地として栄え、1840年代にフランス人が入植した地区であり、現在でもヨーロッパ調の建物が多く残っている。
クライストチャーチから直線距離で南西に40キロメートル（75号線での距離は約85キロメートル）にあるアカロアが最大の町であり、ここから遊覧観光船が出ている。「バンクス半島海生哺乳類保護区」に指定されているこの海域には様々な生物が生息し、遊覧船に乗り貴重なセッパリイルカやニュージーランドオットセイ、シャチなどの海洋生物を観察できる。